# علاوي كاظم كشيش
علاوي كاظم كشيش هو أديب وشاعر عراقي.

## الحياة المبكّرة والتعليم
عاش علاوي معظم أيام طفولته في العراق وسبق وأن تحدث عن كيف تأثر بالأجواء الحسينية وحفظَ الأشعار وتعلم الكتابة قبل دخوله المدرسة، وفي صفه الأول المتوسط أكمل تعلم البحور.

## المسيرة المهنيّة
بدأ علاوي كاظم كشيش مسيرتهُ المهنيّة في عالم الشعر والكتابة والتأليف عام 1967. اشتهر محليًا في العراق وكذا عربيًا حينما أصدر ديوانه الشعري الذي حمل عنوان «خاتمة الحضور» وهو الديوان الذي ضمَّ عددًا من القصائد والأشعار، كما نشر ديوانًا شعريًا ثانيًا بعنوان «مثل» حقَّق هو الآخر بعض النجاح ونسبة لا بأس بها من المبيعات فضلًا عن دواوين شعريّة أخرى نُشرت له على طول مسيرتهِ المهنيّة.

## آراء
يرى علاوي أنَّ أي مصطلح نتداوله الآن أعطه أربعين سنة من الصدأ تجده منتهٍ وميت، ومنه يقول أنَّ الحداثة هي التي دمَّرت أوروبا وقادت القوميات والدكتاتوريات وانهارت في نهاية الحرب العالمية الثانية ومع ذلك فالحديث عن الحادثة لا زال قائمًا. يرى كاظم أيضًا أن أي شيء مجتلبٍ لا يُمكن أن يُغرس في غير أرضه، لكنّه ينصحُ بالاطلاع عليه على الأقل.

## قائمة أعماله
هذه قائمةٌ بأبرز أعمال الشاعر والأديب العراقي علاوي كاظم كشيش:
- خاتمة الحضور[13]
- مثل[14]